# Mtskheta-Mtianeti
Il Mtskheta-Mtianeti (in georgiano მცხეთა-მთიანეთის მხარე?) è una regione (mkhare) della Georgia di 94 370 abitanti, che ha come capoluogo Mtskheta.
L'attuale governatore è Vasil Maghlaperidze.
È diviso in cinque municipalità:
- Dusheti
- Kazbegi
- Mtskheta
- Tianeti
- Akhalgori